# Open the Door, Richard!/Me And The Blues
Open the Door, Richard!/Me And The Blues è un 78 giri inciso da Count Basie and His Orchestra.
Entrò in classifica negli Stati Uniti il 7 febbraio 1947 rimanendoci poi per quattro settimane e raggiungendo il numero 1.

## Descrizione
Open the Door, Richard! è una cover dell'omonimo brano di Jack McVea; ha come voci soliste Harry "Sweets" Edison e Bill Johnson, mentre in Me And The Blues la voce solista è Ann Moore.
Il disco venne pubblicato con lo stesso numero di catalogo anche in Canada.

## Tracce
1. Open the Door, Richard! (Jack McVea e Frank Clarke; edizioni musicali Contemporary American Musica)
2. Me And The Blues (Harry Warren e Ted Koehler; edizioni musicali Contemporary American Musica)